# Најбоље године (хрватска ТВ серија)
Најбоље године хрватска је теленовела, снимана од 2009. до 2011.
У Србији, прва сезона серије приказана је 2011. на телевизији Б92.
Од априла 2024. до јануара 2025. године, серија се поново емитовала у Србији, на каналу Nova Series, који је приказао целу серију.

## Синопсис
Осети радост, осети топлину, осети чежњу, осети страст, осети љубав и припреми се за најбоље године.
Лорена Левај је модерна девојка из града. Стицајем необичних околности, она стиже у мало село Драгошје, након што проживи најгори дан у животу, како на приватном, тако и на пословном плану. Ова симпатична девојка, помало је неспретна у комуникацији и често јој се дешавају неспоразуми, због чега се њен боравак у селу ненадано продужи. Један кобан дан биће довољан да се Лорена замери особи којој никако није смела да се замери и да проузрокује прави пожар који ће њену судбину да запечати до даљег. 
Стара породична кућа постаје њен нови дом, а мало село и његови становници њен читав свет. Лорена ће своје ново место и његове становнике упознавати заједно са гледаоцима серије којима ће, као и њој, ово месташце брзо увући под кожу. Гледаоци ће тако добити прилику да прате животне успоне и падове људи који неодољиво подсећају на наше властите комшије, рођаке, родитеље и пријатеље, и на нас саме. 
Свако од нас познаје бар једну Ружу Хајдук, способну, ауторитативну жену која покреће сва друштвена збивања у месту, коју за све питају и о свему одлучује. Многе породице имају свог сенилног и помало злобног деду. Свакога од нас одређују очекивања наших родитеља. Вероватно познајете барем једну градску девојку која је бацила око на загонетног сеоског младића (оног који много каже чак и када мало говори). Колико је само пословних људи понекад помислило како би било лепо живети једноставним сеоским животом, а многе ће се младе жене препознати у лику учитељице Јане Матишић, која годинама тражи љубав на погрешним местима чекајући своју „сродну душу“ која никако да наврати. Особине становника тако стварају слојевите ликове, ликови занимљиве и увек нове ситуације, а ситуације из дана у дан стварају животе који се међусобно преплићу и вечито мењају, како себе тако и место у коме живе. 

## Сезоне
| Сезона | Сезона | Број епизода    | Приказивање у Хрватској                     | Приказивање у Србији                                                               |
| ------ | ------ | --------------- | ------------------------------------------- | ---------------------------------------------------------------------------------- |
|        | 1      | 152 (1 – 152)   | 14. септембар 2009 — 3. јун 2010. (Нова ТВ) | 10. јануар 2011 — 1. септембар 2011. (ТВ Б92) 14. март 2024. — 12. август 2024. () |
|        | 2      | 166 (153 – 318) | 6. септембар 2010 — 3. јун 2011. (Нова ТВ)  | 13. август 2024. — 25. јануар 2025. ()                                             |

## Улоге
| Глумци                | Ликови                  |
| --------------------- | ----------------------- |
| Катарина Радивојевић  | Лорена Хајдук           |
| Амар Буквић           | Томо Хајдук             |
| Јанко Поповић Воларић | Ранко Хајдук            |
| Асја Јовановић        | Даница Хајдук           |
| Жарко Поточњак        | Божо Хајдук             |
| Велимир Чокљат        | Ђука Лотар              |
| Јасна Одорчић         | Злата Лалић             |
| Роберт Јозиновић      | Др Дражен Рицијаш       |
| Ливиа Дриновац        | Ема Јаклинац            |
| Хрвоје Хорват         | Себастијан Ловрић       |
| Душко Валентић        | Андрија Перкић          |
| Мирта Зечевић         | Сашка Јаклинац          |
| Љубомир Керекеш       | Анте Лалић „Лале“       |
| Искра Јирсак          | Марта Елезовић          |
| Ксенија Пајић         | Сузана Гајс             |
| Енес Вејзовић         | Антун „Туна“ Елезовић   |
| Миа Дејановић         | Лена Гајс               |
| Маша Дејановић        | Тена Гајс               |
| Николина Пишек        | Луција Елезовић         |
| Јелена Перчин         | Дуња Диздар             |
| Иван Херцег           | Дино Поповић            |
| Иван Пашалић          | Горан „Гого“ Диздар     |
| Лена Политео          | Катарина „Ката“ Диздар  |
| Леона Парамински      | Мајда Ботица            |
| Ивана Боланча         | Јана Матишић            |
| Барбара Роко          | Анка Ловрић             |
| Бисерка Ипша          | Ружа Хајдук             |
| Младен Чутура         | Петар Ловрић            |
| Матеја Крухак         | Мира Матишић            |
| Стјепан Перић         | Филип                   |
| Марија Борић          | Зринка Лотар            |
| Јанко Ракош           | Дамир Хајдук            |
| Ивица Пуцар           | Круно Лалић             |
| Љубица Јовић          | Јасенка Ловрић „Беба“   |
| Мира Фурлан           | Виолета                 |
| Зринка Колак Фабијан  | Споменка Гајс           |
| Петра Цицварић        | Корана Лотар            |
| Карло Ференчак        | Марко Ловрић            |
| Свјетлана Магдић      | Звјездана „Звеки“ Ракан |
| Томислав Мартић       | Макс                    |
| Предраг Петровић      | Иве                     |